# 단백질 정보 은행

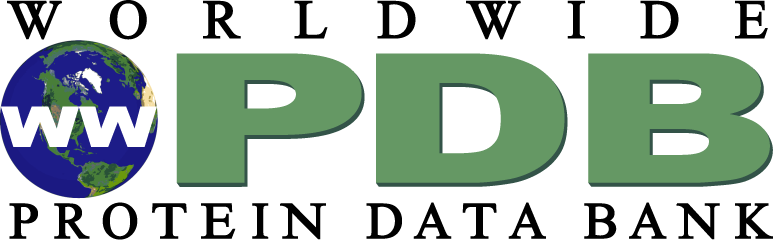

단백질 정보 은행(蛋白質情報銀行, 영어: Protein Data Bank)은 브루크하벤 국립 연구소에 의해 1971년 세워졌으며, 단백질 정보 은행의 관리는 1998년 구조적 생물정보학을 위한 공동연구소 (RCSB)로 옮겨졌다. 단백질 자료 은행(蛋白質資料銀行)이라고도 한다. 전 세계 단백질 정보 은행(wwPDB)는 PDB 정보를 처리하고, 분배, 폐기하는 기관으로 작동하고 있다. wwPDB의 목적은 거대분자의 구조에 대한 각각 PDB의 기록을 보존하고, 전지구적 공동체에게 자유롭게 이용할 수 있도록 하는 것이다.
단백질정보은행은 구조생물학의 핵심 출처이며, 구조유전학의 최근 작업에 결정적인 기여를 해 왔다.
무수한 파생 데이터베이스와 프로젝트들이 PDB를 단백질의 구조, 단백질의 역할, 단백질의 진화의 표현으로 통합하고, 분류하기 위해 발전되어 왔다.

## 구성원
2006년 wwPDB의 구성원으로는 미국의 RCSB PDB, 유럽의 MSD-EBI, 일본의 PDBj, 미국의 BMRB가 있다.

### PDBj
PDBj(Protein Data Bank Japan)는 미국의 구조 생물 정보학 연구 공동체(RCSB), BMRB및 유럽 생물 정보학 연구소(PDBe)와 협력하여 고분자 입체구조와 구조 해석 툴을 제공하고 있다. PDBj는 독립 행정법의 과학기술 진흥기구 바이오사이언스데이터베이스센터(JST-NBDC)와 오사카대학의 후원을 받고 있다.

## 성장
PDB가 처음 설립될 때에는 오직 7개의 단백질 구조만을 보유하고 있었다. 그때부터 지금까지 단백질 구조의 숫자에서 대략 지수적인 증가를 겪고 있으며, 그 추세는 떨어지려는 기미를 보이지 않고 있다. 이곳에서 PDB 정보량의 증가추세를 볼 수 있다.

## 개요
2007년 7월 26일 현재, 단백질정보은행은 44476 개의 단백질, 핵산, 단백질-핵산 복합체, 그리고 약간의 기타 분자들의 구조가 등재되어있다. 연간 약 5000 개의 단백질 구조가 추가등재되고 있다, 단백질의 구조는 효율을 위해 특별히 개발된 mmCIF의 형식으로 저장된다.
정보은행은 거대 생체분자의 모든 원자들의 정밀한 위치를 저장하고 있다는 점에 유의해야 한다. (다만 때때로 수소원자는 포함되지 않는다.)
만약 단백질의 서열정보, 즉 단백질을 구성하는 아미노산의 순서나, 핵산을 구성하는 뉴클레오사이드의 순서에 관심이 있다면, Swiss-Prot과 INSDC 가 사용될 수 있다.

## 통계
2012년, 6월 14일 현재 PDB의 데이터에 대한 통계는 다음과 같다.
|            | 단백질 | 핵산 | 단백질-핵산복합체 | 기타 | 총계  |
| ---------- | ------ | ---- | ----------------- | ---- | ----- |
| X선 회절법 | 67466  | 1365 | 3409              | 2    | 72242 |
| NMR 분광법 | 8276   | 988  | 186               | 7    | 9457  |
| 전자현미경 | 293    | 22   | 120               | 0    | 435   |
| 하이브리드 | 44     | 3    | 2                 | 1    | 50    |
| 기타       | 141    | 4    | 5                 | 13   | 163   |
| 총계       | 76220  | 2382 | 3722              | 23   | 82347 |

단백질에대한 이론적 예측은 더 이상 PDB에 게시되지 않음에 유의하라
최근의 통계는 이곳 보관됨 2007-07-04 - 웨이백 머신.에서 구할 수 있다.

## 파일 형식
PDB 파일형식은 시간이 지나면서 많은 변화와 교정을 거쳐왔다. PDB 파일형식의 시초는 컴퓨터 천공카드의 폭에 의해 기록되었다. 이 PDB 형식은 많은 문제점을 일으켜왔다. 그리고 그 결과로 다음의 '대청소' 프로젝트 들이 생겨나게 되었다.
- NCBI의 MMDB
- wwPDB

만약 생물학자들이 단백질이나 핵산의 구조를 제출하면, wwPDB의 직원들은 그구조에 비평과 주석작업을 한다. 자료는 자동적으로 타당성 확인을 받는다. 타당성을 확인하는 프로그램의 소스코드는 공개되어있다. 주요 데이터베이스는 오직 실험에서 찾아낸 정보만을 수록하며, 이론적으로 예측한 구조는 수록하지 않는다.
몇몇의 자금 대행업체와 과학저널들은 과학자들에게 그들이 발견한 구조를 PDB로 제출할 것을 요구하고 있다.

## 데이터 보기
VMD, RasMol, PyMol, Jmol 등의 프로그램을 통해 생체분자를 시각화하는데 활용될 수 있다. 그밖에도 STING와 같은 웹 기반의 소프트웨어들이 단백질의 구조를 시각화하고 분석하기 위해 설계되고 있다. 최근의 데스크톱 기반의 소프트웨어인 시리우스가 추가되었다. RCSB PDB 또한 교육, 구조적유전학, 관련 소프트웨어를 위한 자원을 포함하고 있다.

### 프로그램
PDB 파일을 시각화해서 볼 수 있는 프로그램들을 다음 사이트들에서 구할 수 있다.
- 파이몰 -- PyMol Home Page
- 시리우스 -- Sirius Home Page
- STING
- 라스몰 -- RasMol Home Page
- Garlic
- Swiss-PDB Viewer
- StarBiochem 자바로 짜여진 통합 단백질 정보 은행 검색을 할 수 있는 PDB 뷰어

## 같이 보기
- 단백질의 구조
- 단백질의 구조 예측